# Patrick Graham (arcivescovo)
Patrick Graham (... – castello di Loch Leven, 1478) è stato un arcivescovo cattolico scozzese.
Fu il primo arcivescovo di St. Andrews.

## Biografia

### Origini
Era figlio di sir William Graham di Kincardine e della sua seconda moglie Maria Stewart, figlia del re di Scozia Roberto III. Era quindi di sangue reale, e fratellastro del suo predecessore come vescovo di St. Andrews James Kennedy (figlio di un precedente matrimonio della madre), oltre che cugino dei re Giacomo II e Giacomo III di Scozia.

### Ascesa
Prima di salire al rango di vescovo, Graham per molti anni controllò la parrocchia di Kinneil, vicino Bo'ness. Nel 1463 venne infine elevato a vescovo di Brechin (pare macchiandosi del reato di simonia). Nonostante le voci sulla sua corruzione, la nomina fu riconosciuta da papa Pio II, che lo confermò poco più tardi. Tuttavia non rimase a lungo vescovo di Brechin: il 4 novembre 1465 Patrick Graham fu trasferito al vescovado di St. Andrews da papa Paolo II, per il quale il suo procuratore, un mercante fiorentino di nome Riccardo de Ricasolis, pagò oltre 3300 fiorini d'oro il 29 novembre dello stesso anno. Allo stesso tempo divenne anche cancelliere dell'Università di St Andrews, prerogativa del titolare della diocesi.
Patrick Graham divenne poi il primo arcivescovo di St. Andrews quando, con la bolla del 17 agosto 1472, papa Sisto IV elevò la sua sede ad arcidiocesi.

### Caduta e morte
Tuttavia la fortuna di Patrick Graham era finita. Lo stesso Sisto IV, a causa della sua pessima fama, dovette ordinare un'indagine sulla sua condotta. Ne incaricò un certo John Huseman, decano della cattedrale di San Patroclo a Soest, nella diocesi di Colonia. Siccome sarebbe stato troppo infamante accusare l'arcivescovo di simonia (sia per la Chiesa che per il re di Scozia), si pensò di interdirlo per insanità mentale.
Il risultato fu comunque lo stesso: l'arcivescovo Patrick Graham fu infine destituito nel 1476 e confinato in monastero, prima a Inchcolm e poi a Dunfermline. Fu infine spostato al castello di Loch Leven, dove visse in regime di vera e propria prigionia. Fu formalmente deposto il 9 gennaio 1478, morendo nel corso dello stesso anno a Loch Leven. Fu sepolto nel piccolo priorato di St. Serf's Inch (ora in rovina), sull'omonima isola in mezzo al lago.

## Ascendenza
|                       |                      |                | Genitori            |  |  | Nonni |  |  | Bisnonni           |  |  | Trisnonni         |  |
|                       |                      |                |                     |  |  |       |  |  | David VI de Graham |  |  | David V de Graham |  |
|                       |                      |                |                     |  |  |       |  |  | David VI de Graham |  |  | David V de Graham |  |
|                       |                      | …              |                     |  |  |       |  |  | David VI de Graham |  |  |                   |  |
| Patrick de Graham     |                      |                |                     |  |  |       |  |  | David VI de Graham |  |  |                   |  |
|                       |                      | …              | …                   |  |  |       |  |  |                    |  |  |                   |  |
|                       |                      | …              | …                   |  |  |       |  |  |                    |  |  |                   |  |
|                       |                      | …              | …                   |  |  |       |  |  |                    |  |  |                   |  |
| sir William Graham    |                      | …              |                     |  |  |       |  |  |                    |  |  |                   |  |
|                       |                      | …              | …                   |  |  |       |  |  |                    |  |  |                   |  |
|                       |                      | …              | …                   |  |  |       |  |  |                    |  |  |                   |  |
|                       |                      | …              | …                   |  |  |       |  |  |                    |  |  |                   |  |
| Matilda               |                      | …              |                     |  |  |       |  |  |                    |  |  |                   |  |
|                       |                      | …              | …                   |  |  |       |  |  |                    |  |  |                   |  |
|                       |                      | …              | …                   |  |  |       |  |  |                    |  |  |                   |  |
|                       |                      | …              | …                   |  |  |       |  |  |                    |  |  |                   |  |
| Patrick Graham        |                      | …              |                     |  |  |       |  |  |                    |  |  |                   |  |
|                       | Roberto II di Scozia | Walter Stewart |                     |  |  |       |  |  |                    |  |  |                   |  |
|                       | Roberto II di Scozia | Walter Stewart |                     |  |  |       |  |  |                    |  |  |                   |  |
|                       | Roberto II di Scozia | Marjorie Bruce |                     |  |  |       |  |  |                    |  |  |                   |  |
| Roberto III di Scozia | Roberto II di Scozia |                |                     |  |  |       |  |  |                    |  |  |                   |  |
|                       |                      | Elizabeth Mure | sir Adam Mure       |  |  |       |  |  |                    |  |  |                   |  |
|                       |                      | Elizabeth Mure | sir Adam Mure       |  |  |       |  |  |                    |  |  |                   |  |
|                       |                      | Elizabeth Mure | Joan Cunningham     |  |  |       |  |  |                    |  |  |                   |  |
| Maria Stewart         |                      | Elizabeth Mure |                     |  |  |       |  |  |                    |  |  |                   |  |
|                       |                      | John Drummond  | Malcolm de Drummond |  |  |       |  |  |                    |  |  |                   |  |
|                       |                      | John Drummond  | Malcolm de Drummond |  |  |       |  |  |                    |  |  |                   |  |
|                       |                      | John Drummond  | …                   |  |  |       |  |  |                    |  |  |                   |  |
| Annabella Drummond    |                      | John Drummond  |                     |  |  |       |  |  |                    |  |  |                   |  |
|                       |                      | Mary Montifex  | William Montifex    |  |  |       |  |  |                    |  |  |                   |  |
|                       |                      | Mary Montifex  | William Montifex    |  |  |       |  |  |                    |  |  |                   |  |
|                       |                      | Mary Montifex  | …                   |  |  |       |  |  |                    |  |  |                   |  |
|                       |                      | Mary Montifex  |                     |  |  |       |  |  |                    |  |  |                   |  |